# Maureen Stewart
Maureen Stewart, född 30 mars 1965, död 16 september 1994, var en friidrottare från Costa Rica. Hon deltog vid olympiska sommarspelen 1988.